# Lybius
Lybius är ett fågelsläkte i familjen afrikanska barbetter inom ordningen hackspettartade fåglar. Släktet omfattar vanligen sju arter med utbredning i Afrika söder om Sahara:
- Bandad barbett (L. undatus)
- Rödfläckig barbett (L. vieilloti)
- Vithuvad barbett (L. leucocephalus) 
  - "Brunvit barbett" (L. [l.] senex)[2]
  - "Vitbukig barbett" (L. [l.] leucogaster)[2]
- Zambiabarbett (L. chaplini)
- Rödmaskad barbett (L. rubrifacies)
- Svartnäbbad barbett (L. guifsobalito)
- Svartkragad barbett (L. torquatus)